# Banský Studenec
Banský Studenec é um município da Eslováquia, situado no distrito de Banská Štiavnica, na região de Banská Bystrica. Tem 19,2 km² de área e sua população em 2018 foi estimada em 468 habitantes.

## Demografia
| Ano:        | 1994 | 2004   | 2014   | 2024   |
| ----------- | ---- | ------ | ------ | ------ |
| Broj ljudi: | 465  | 469    | 463    | 461    |
| Razlika:    |      | +0,86% | -1,27% | -0,43% |

| Ano:               | 2023 | 2024 |
| ------------------ | ---- | ---- |
| Número de pessoas: | 461  | 461  |
| Diferença:         |      | +0%  |